# Amores (álbum de Mari Trini)
Amores es el 2.º álbum de estudio grabado y el primero publicado internacionalmente por la cantautora española Mari Trini. Lanzado por el sello discográfico español Hispavox en 1970. Contó con la producción de Rafael Trabucchelli y Waldo de los Ríos así como algunas canciones grabadas en francés. Las canciones más destacadas del álbum son "Amores", "Un hombre marchó" o "Cuando he acaricias".

## Lista de canciones
Todas las canciones escritas y compuestas por Mari Trini, exceptuó donde se indique.

| Cara A |                             |                               |          |  |
| N.º    | Título                      | Letras                        | Duración |  |
| 1.     | «Amores»                    |                               | 3:56     |  |
| 2.     | «Un hombre marchó»          |                               | 3:15     |  |
| 3.     | «Vive»                      |                               | 2:11     |  |
| 4.     | «J'attendrai»               | Dino Olivieri • Louis Poterat | 2:31     |  |
| 5.     | «Si no te vas con la tarde» |                               | 3:21     |  |
| 6.     | «Vals de otoño»             |                               | 3:27     |  |

| Cara B |                         |                      |          |  |
| N.º    | Título                  | Letras               | Duración |  |
| 1.     | «Cuando me acaricias»   |                      | 2:50     |  |
| 2.     | «Amanecí en tus brazos» | José Alfredo Jiménez | 2:45     |  |
| 3.     | «En una noche callada»  |                      | 3:28     |  |
| 4.     | «Déjame»                |                      | 3:52     |  |
| 5.     | «Mañana»                |                      | 3:43     |  |